# 沈佩贞

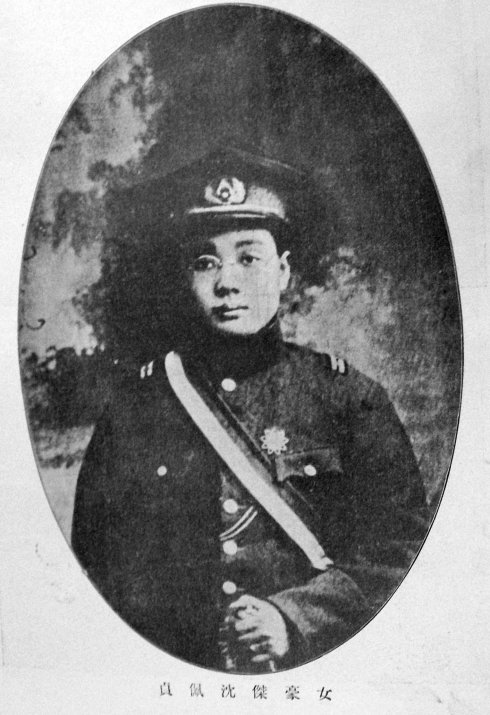

沈佩贞（?—?）女，浙江绍兴人（一说浙江杭州人）。中国民主革命家，女权活动家。

## 生平
沈佩贞早年加入中国同盟会。1911年武昌起义爆发后，沈佩贞参加上海女子北伐队。
她和唐群英、王昌國、林宗素等人均为女子參政運動领袖。 中华民国成立后，1912年（民国元年）4月，中华民国女子参政同盟会成立。该会由唐群英（女子后援会创办人）联络张汉英、林宗素（上海女子参政同志会会长）、王昌国（湖南长沙女国民会发起人）、沈佩贞（上海女子尚武会创办人）、陈鸿璧（上海爱华公司创办人）、吴木兰（上海女子同盟会创办人）、蔡蕙等人发起成立，唐群英出任会长。同年4月8日，该会在南京召开成立大会。该会成为女子参政运动的核心组织，唐群英、沈佩贞等人曾到北京活动并多次上书，沈佩贞曾上书北京临时参议院等处，争取女子参政权，但未成功。1914年（民国2年）11月13日，北京政府内务部以“法律无允许明文”为由勒令该会解散。
1912年，沈佩贞在南京创办中央女子工艺厂和中央女子工艺学堂。1912年12月，沈佩贞、陈振志、徐宗汉等27人发起成立了中国妇女生计会。1913年3月，沈佩贞在奉天盛京（今沈阳）发起成立女子救国社。沈佩贞还曾任袁世凯的总统府顾问。1915年6月13日，沈佩贞率人大闹《神州日報》分館並圍打郭同。1919年，沈佩贞到江西组织中国妇女生计会在江西的分会——江西妇女生计分会。